# Darius Kampa
Darius Kampa (lengyelül Dariusz Kampa) (Kędzierzyn-Koźle, Lengyelország, 1977. január 16.) német labdarúgó. Német–lengyel kettős állampolgár, az SpVgg Unterhaching kapusa.
A lengyel OSiR Raciborz csapatában kezdett védeni Darius Kampa, majd a pályafutását Németországban folytatta. Az FC Augsburg csapatában lett érett labdarúgó, s stabil helyet harcolt ki magának a kezdőben. Jó teljesítményének köszönhetően meghívták a német U21-es válogatottba. Az 1. FC Nürnberg fel is figyelt kapusra, s 1998-ban 400 ezer márkáért (átszámítva 55 millió forintért) leszerződtették. Itt a levezetni készülő 59-szeres német válogatott kapus Andreas Köpke mellett szerezhetett rutint, 1999 és 2001 között 15 másodosztályú mérkőzésen őrizte a Nürnberg hálóját. A Köpke utáni időkben első számú kapusnak számított 67 Bundesliga meccsen szerepelt. 2004-ben elköszönt Nürnbergből, s Borussia Mönchengladbachba igazolt. Az első 16 fordulóban ő őrizte a csapat hálóját, ám félévkor megvették az amerikai Kasey Kellert, és utána már csak epizódszerep jutott neki. 
2006-ban, miután a Gladbach új edzője, Jupp Heynckes leigazolta korábbi kapusát, Christopher Heimerothot, Kampát elküldték. Menedzserének, Heinz Gulernek a magyar kapcsolatai révén került a ZTE látószögébe, ahol a Kaposvárra távozó Milinte Árpád helyett kapust kerestek. Miután a ZTE vezérkara és a játékos az anyagiakban is dűlőre jutottak, féléves szerződést kötöttek a kapussal. Hivatalos sajtótájékoztatón mutatta be a ZTE elnöke Nagy Ferenc, ahol az is kiderült a 16-os mezben fog védeni. A kapus elismerte a ZTE-ről csak annyit tudott, hogy pár éve megverték a Manchester Unitedet. Kampa az idény elején cserekapusnak számított, majd kilenc mérkőzésen védte a zalaiak kapuját, de nem alkotott maradandót, s az őszi szezon vége előtt ismét kiszorította Varga Zoltán a kapuból. A téli átigazolási időszakban Kampa kérte szerződése felbontását, hogy a jobb ajánlattal őt megkereső SK Sturm Grazhoz igazoljon. A vezetőség beleegyezett, hogy a szerződésben megállapított minimális összegért lemondanak róla, így december 31-ei hatállyal távozott Magyarországról. Az osztrák Sturm Graz a távozó Grzegorz Szamotulski pótlására igazolták, s várhatóan első számú kapus lesz Grazban. Azonban itt sem vert gyökeret, így tehát sikertelen légióskodás után visszatért Németországba, és a német harmadik ligás SpVgg Unterhaching csapatához szerződött, ahol az élvonalbeli VfL Bochumhoz távozó Philipp Heerwagen kapust kell pótolnia.

## Sikerei, díjai
- Magyar bajnokság bronzérmese: 2006-2007